# Maison de Gonzague de Sabbioneta et Bozzolo
 (juillet 2024).
Si vous disposez d'ouvrages ou d'articles de référence ou si vous connaissez des sites web de qualité traitant du thème abordé ici, merci de compléter l'article en donnant les références utiles à sa vérifiabilité et en les liant à la section « Notes et références ».
La lignée de Sabbioneta et Bozzolo est une branche « cadette » de la Maison Gonzague.
Les fiefs de Sabbioneta et de Bozzolo ont été créés par le marquis Jean François de Mantoue qui les attribua en héritage, à sa mort en 1444, à son fils puîné Charles qui les transmettra, à sa mort en 1456 à son fils Ugolotto. Ce dernier décédant sans descendance, les fiefs vont se retrouver entre les mains du frère aîné de Charles, Louis III de Mantoue, à l'instar des fiefs attribués aux frères cadet et benjamin. Tous ces fiefs, revenus dans le « giron » mantouan, vont être à nouveau répartis entre les fils de Louis III.
Jean-François de Sabbioneta (1443-1496), deuxième fils et cinquième enfant du marquis Louis III de Mantoue dit le Turc (1414-1478), est considéré comme le chef de file de cette lignée.
C'est son frère aîné, Frédéric (1440-1484), qui continuera la lignée des marquis mantouans sous le titre de Frédéric Ier dit le Bossu (1478-1484).
Une de ses sœurs, Dorothée (it) deviendra duchesse en épousant le duc de Milan, Galéas Marie Sforza.
Son frère cadet, Rodolphe, aura deux fils, Jean-François et Louis-Alexandre, qui continueront respectivement les lignées de Luzzara et de Castiglione et Solférino.
Une autre sœur, Barbara, épousera le duc de Wurtemberg, Eberhard Ier.
Le dernier duc de Sabbioneta et prince de Bozzolo de la lignée sera Jean-François Ier  qui décèdera en 1708 sans descendance. Le duché sera rattaché ensuite à celui de Guastalla entre les mains de Vincent Ier (cf. Maison Gonzague, lignée de Guastalla).

## Descendance de Jean-François de Sabbioneta
Note : Seules les descendances des hommes de la lignée sont développées. Le cas échéant, les descendances des femmes renvoient vers d'autres généalogies.

Abréviations utilisées : NC = Non connu, SD = Sans descendance, SDC = Sans descendance connue (ou notoire), ca = circa (vers)
```
Jean-François
 (1443-1496), 
seigneur de Sabbioneta
 et de 
seigneur de Bozzolo
, 
comte de Rodrigo
,
                           vice-roi de Sicile et Milan
x1 1479 Antonia del Balso (1461-1538), fille de 
Pirro
, prince d'Altamura, duc d'Andria
│                                        et de Maria Donata Orsini
│
├─>Barbara (NC-ca 1502)
│  x1 Gian Francesco Sanseverino comte de Caiazzo
│  X2 Giacomo Maria Stampa
│
├─>
Louis
 (NC-1540), 
co-seigneur de Sabbioneta
 en 1496 (avec son frère cadet Pirro) puis seul en 1533,
│                   
comte de Rodrigo

│  x 1497 Francesca Fieschi fille de Gian Luigi comte de Lavagna et de Catherine del Carretto
│  │
│  ├─>
Jean-François 
il Cagnino
 (ca 1498-1539), 
seigneur de Bozzolo
 en 1527, condottiere
│  │  x1 1528 Luiga Pallavicino (NC-1552), fille du marquis de Busseto
│  │  x2 ?
│  │  │
│  │  ├─>Tiberio
│  │  │
│  │  ├─>Elena
│  │  │
│  │  └─>Lucrecia
│  │
│  ├─>Ludovico 
il Rodomonte (matamore)
 (1500-1532), condottiere
│  │  x1 1531 
Isabella Colonna
 (ca 1598-1623), 
duchesse de Traetto
, 
comtesse de Fondi

│  │  │
│  │  └─>
Vespasien I
er
 (1531-1591), 
seigneur (1540) puis marquis (1565) puis duc (1577) de Sabbioneta
,
│  │  .                            
seigneur de Bozzolo
 en 1539, 
comte de Rodrigo
 et de 
Fondi
,
│  │  .                            
duc de Traetto
..., fait Prince en 1574
│  │  .  x1 1549 Diana di Cardona, fille d'Antonio marquis de Giuliana
│  │  .  │
│  │  .  └─>2 enfants mort-nés
│  │  .  .
│  │  .  x2 1564 Anna d'Aragon, fille d'Alfonso duc de Sogorbe, grand d'Espagne et de Juana de Cardona
│  │  .  │
│  │  .  ├─>Giulia (1565-ca 1565) (SD)
│  │  .  │
│  │  .  ├─>
Isabelle
 (1565-1637), 
duchesse de Sabbioneta
 (1591-1609) et de 
Traetto
, 
comtesse de Fondi

│  │  .  │  x 1684 Luigi Carafa, prince de Stigliano, duc de Rocca Mondragone
│  │  .  │
│  │  .  └─>Luigi (1565-1580)
│  │  .  .
│  │  .  x3 1582 
Marguerite Guastalla
 cf. 
Maison de Gonzague de Guastalla
 (SD)
│  │  . 
│  │  x2 ?
│  │  │
│  │  └─>Nicola
│  │
│  ├─>Paola (NC-1550)
│  │  x1 1516 Galeazzo Sanvitale, comte de Fontanellato
│  │  x2 Gianfrancesco Pallavicino, marquis de Varano
│  │
│  ├─>Pirro (1505-1529) protonotaire apostolique, évêque de Modène, cardinal (SD)
│  │
│  ├─>Ippolita (NC-1571)
│  │  x 1526 
Galeotto II
, comte de Concordia, 
seigneur de la Mirandole

│  │
│  ├─>
Giulia
 (1513-1566)
│  │  x 1526 Vespasiano Colonna, duc de Traetto
│  │
│  ├─>Caterina (NC), nonne à Mantoue (SD)
│  │
│  ├─>Elisabetta (NC), nonne à Mantoue (SD)
[
1
]

│  │
│  ├─>Alfonso (NC
[
2
]
) (SD)
│  │
│  └─>Eleonora (NC-ca 1552) (SD)
│     x 1543 Girolamo Martinengo, seigneur d'Urago et de Padernello
│
├─>
Pirro
 (NC-1529), 
co-seigneur de Sabbioneta
 (1496) avec son frère aîné Louis
│  x1 Emilia Bentivoglio, fille d'Annibale II, seigneur de Bologne et de Lucrezia d'Este
│  │
│  ├─>Isabella (NC)
│  │  x Rodolfo ou Prospero de Luzzara (non avéré)
│  │
│  ├─>Camilla (NC), nonne à Mantoue (SD)
│  │
│  ├─>Ippolita (-NC)
│  │  x comte Brunoro Thiene
│  │
│  ├─>Lucrezia (1522-1575)
│  │  x 1541 Giampaolo Fortebraccio Manfroni, châtelain de Fratta
│  │
│  ├─>Carlo (1523-1555), seigneur de Gazzuolo,
│  │  x Emilia, fille de Francesco Cauzzio Gonzaga (affidé de la Maison Gonzague)
│  │  │            et d'Isabella Boschetti
│  │  │
│  │  ├─>
Pirro
 (1540-1592), 
seigneur et Prince de Bozzolo
 (1591), seigneur de Gazzuolo et San Martino
│  │  │  x Francesca Guerrieri, fille de Tullo, marquis de Mombello et comte de Conzano,
│  │  │                         veuve d'Ercole de Guastalla
│  │  │
│  │  ├─>Camilla (ca 1541-1604)
│  │  │  x 1557 Sforza Appiano marquis d’Aragona
│  │  │
│  │  ├─>Scipione (1542-1593), 
chambellan du Pape
 
Pie IV
, cardinal (SD)
│  │  │
│  │  ├─>Giulio Cesare (ca 1543-ca 1552) (SD)
│  │  │
│  │  ├─>Polissena (NC)
│  │  │  x Ferrante Rossi, fils du marquis de San Secondo
│  │  │
│  │  ├─>Annibale (1546-1620), évêque de Mantoue
│  │  │
│  │  ├─>Laura (NC-1596), nonne à Mantoue
│  │  │
│  │  ├─>Alfonso (1549-1569) (SD)
│  │  │
│  │  ├─>
Ferrante de Gazzuolo
 (1550-1605), militaire
│  │  │  x Isabelle de Novellara (1576-1627) cf. 
lignée de Novellara et Bagnolo

│  │  │  │
│  │  │  ├─>
Scipion I
er
 (1595-1670), 
prince de Bozzolo
 (1609), 
duc de Sabbioneta
 (1609),
│  │  │  │                          marquis d'Ostiano et d'Incisa
│  │  │  │  x1 Maria Mattei, fille d'Asdrubale, marquis de Giove
│  │  │  │  │                  et de Costanza de Novellara cf. 
lignée de Novellara et Bagnolo

│  │  │  │  │
│  │  │  │  ├─>
Ferrante I
er
 (1643-1672), 
prince de Bozzolo
, 
duc de Sabbioneta
 (SD)
│  │  │  │  │
│  │  │  │  ├─>Carlo (1645-1665) prince de San Martino dell’Argine (SDC)
│  │  │  │  │
│  │  │  │  └─>
Jean-François I
er
 (1646-1703), 
prince de Bozzolo
, 
duc de Sabbioneta
 (1672) (SD)
│  │  │  │  .  x Rosa Martinengo
│  │  │  │  .
│  │  │  │  x2 ?
│  │  │  │  │
│  │  │  │  └─>Ferrante (1624-NC) (SDC)
│  │  │  │
│  │  │  ├─>Alfonso (1596-1669), marquis de Pomaro
│  │  │  │
│  │  │  ├─>Carlo (1597-1637), gouverneur de Bozzolo
│  │  │  │
│  │  │  ├─>Luigi (1599-1660), gouverneur de Raab
│  │  │  │  x 1636 Isabella Francesca de Ligne, fille d'Alessandro, prince de Chimay
│  │  │  │  │                                      et de Maddalena d’Egmont
│  │  │  │  │
│  │  │  │  ├─>Ferdinando (NC-1665) (SDC)
│  │  │  │  │
│  │  │  │  └─>Elisabetta (NC) (SD)
│  │  │  │
│  │  │  ├─>Camillo (1600-1658), gouverneur du 
Montferrat
 puis de l'armée 
vénitienne
 en 
Dalmatie

│  │  │  │
│  │  │  ├─>Isabella (1601-NC), nonne (SD)
│  │  │  │
│  │  │  ├─>Annibale (1602-1668), gouverneur de Giavarino, président du conseil de guerre de
│  │  │  │                        l'empereur 
Ferdiand III

│  │  │  │  x1 1636 Edvige Maria fille de François II, duc de Sassonia-Lauenburg
│  │  │  │  │                       et de Maria, duchesse de Brunswick-Wolfenbuettel
│  │  │  │  │
│  │  │  │  ├─>Carlo Ferdinando (1637-1652) (SDC)
│  │  │  │  │
│  │  │  │  └─>Isabella (1638-1702)
│  │  │  │  .  x1 1656 Claudio III, comte de Collalto et de San Salvatore
│  │  │  │  .  x2 1666 Siegmund Helfried comte zu Dietrichstein
│  │  │  │  .
│  │  │  │  x2 1653 Barbara, fille du comte Ladislav Csaky de Koeroeszegh et Adorjan
│  │  │  │  │                   et de Maria Margherita Maddalena Comtesse Batthyany de Nemeth-Ujvar
│  │  │  │  │
│  │  │  │  ├─>Annibale (NC) (SDC)
│  │  │  │  │
│  │  │  │  ├─>Ferdinando (NC) (SDC)
│  │  │  │  │
│  │  │  │  └─>Luigi (NC) (SDC)
│  │  │  │
│  │  │  └─>Federico, maître de camp impérial en 
Hongrie

│  │  │
│  │  └─>
Jules César de Bozzolo
 (1552-1609), 
prince de Bozzolo
 (1592) et comte de Pomponesco (SD)
│  │     x Flaminia Colonna, fille de Sciarra, seigneur de Castelnuovo et Casalnuovo
│  │                            et de Clarice dell’Anguillara
│  │
│  └─>Federico (NC-1570), seigneur de Gazzuolo et de Dosolo
│  .  x Lucrezia d’Incisa
│  .  │
│  .  ├─>Carlo (NC) (SDC)
│  .  │
│  .  └─>Camilla(NC) (SDC)
│  .
│  x2 ?
│  │
│  ├─>(Naturale) Emilia (+ 1570), nonne à Mantoue
│  │
│  └─>(Naturale) Cornelia (+ 1570), nonne à Mantoue
│
├─>
Frédéric
 (NC-1527), 
seigneur de Bozzolo
, de Rivarolo, de San Martino et d'Isola Dovarese
│  x Giovanna Orsini, fille de Ludovico de Pitigliano
│  │
│  ├─>Carlo (NC) (SDC)
│  │
│  ├─>Ippolito (NC) (SDC)
│  │
│  └─>Orazio (NC) (SDC)
│
├─>Eleonora (NC-1512), jumelle de Pirro
│  x 1500 Cristoforo I, comte von Werdenberg in Heiligenberg, condottiere impérial
│
├─>Giovanna (NC)
│  x Uberto Pallavicino, marquis de Zibello
│
├─>Susanna (NC), jumelle de Camilla
│  x Pietro de Cardona, comte de Collesano
│
├─>Camilla (NC), jumelle de Susanna
│  x 1518 Alfonso Castriota, marquis d'Atripalda
│
├─>Antonia (NC), jumelle de Gianfrancesco
│  x1 Alfonso Visconti, seigneur de Saliceto
│  x2 Filippo Tornielli, comte de Novara
│
├─>Gianfrancesco (NC) jumeau d'Antonia (SD)
│
└─>Dorotea (NC-1550)
.  x Gian Francesco Acquaviva d’Aragona, marquis de Bitonto
.
x2 ?
│
├─>Febo
│  x Margherita d’Este
│  │
│  ├─>Gian Francesco (NC-ca 1525)
│  │  x ?
│  │  │
│  │  ├─>Carlo
│  │  │
│  │  ├─>Isabella
│  │  │
│  │  ├─>Febo
│  │  │
│  │  ├─>Federico
│  │  │
│  │  └─>Antonio
│  │
│  ├─>Ippolito (NC-ca 1525)
│  │  x ?
│  │  │
│  │  ├─>Fabrizio
│  │  │
│  │  ├─>Aloisio
│  │  │
│  │  └─>Gianfrancesco
│  │
│  ├─>Ercole (NC-ca 1525), (SDC)
│  │
│  ├─>Elisabetta
│  │  x Nicola Raimondi
│  │
│  └─>Lucrezia
│     x Conte Girolamo Bernieri
│
└─>Antonia (+ 1502), nonne à Mantoue
```